# لوران بودوانی
لوران بودوانی (فرانسوی: Laurent Boudouani‎؛ زادهٔ ۲۹ دسامبر ۱۹۶۵) بوکسور اهل فرانسه است.